# XXI Krajowy Festiwal Piosenki Polskiej w Opolu
XXI Krajowy Festiwal Piosenki Polskiej w Opolu – 21. edycja festiwalu muzycznego, która odbyła się w dniach 21–24 czerwca 1984 roku Amfiteatrze Tysiąclecia w Opolu.

## Koncert Przeboje
Koncert odbył się 21 czerwca 1984 roku.
1. Lombard – Szklana pogoda
2. Andrzej Rybiński – Nie liczę godzin i lat
3. Jacek Skubikowski – Jedyny hotel w mieście
4. Wanda i Banda
  - Nie będę Julią
  - Hi-Fi Superstar
5. RSC – Maraton rockowy
6. Klaus Mitffoch – Jezu jak się cieszę
7. Halina Frąckowiak – Tin Pan Alley (+ bis)
8. Jacek Skubikowski – Następnym razem pójdzie jak z nut
9. Martyna Jakubowicz – Ale plama na kolana
10. Andrzej Rybiński – Pocieszanka (+ bis)
11. Ewa Bem – I co z tego dziś masz (+ bis)
12. Bajm – Małpa i ja (+ bis)
13. Kombi – Słodkiego miłego życia (2+ bis)
14. Oddział Zamknięty
  - Andzia i ja
  - Na to nie ma ceny
15. Universe – Blues na wpół do piątej rano
16. Lady Pank
  - Zamki na piasku
  - Fabryka małp
17. Lombard
  - Adriatyk ocean gorący
  - Kto mi zapłaci za łzy
18. Wały Jagiellońskie
  - Córka rybaka (+ bis)
  - Monika dziewczyna ratownika[1]

## Koncert Gwiazdy
Koncert odbył się 22 czerwca 1984 roku.
1. Grażyna Świtała – Ale Magda mówi
2. Eleni – Muzyka twoje imię ma
3. Gang Marcela – Ojciec żył tak jak chciał
4. Hanna Banaszak – Vie privee
5. Andrzej Rybiński – Za każdą cenę
6. Alicja Majewska – Księżna R
7. Halina Frąckowiak
  - Wzywam cię
  - Anna już tu nie mieszka
8. Zbigniew Wodecki i Hanna Banaszak – Lubię wracać tam gdzie byłem
9. Zbigniew Wodecki – Pszczółka Maja[1]

## Koncert Wytwórni Płytowych
Koncert odbył się 22 czerwca 1984 roku.
Wytwórnia Wifon:
- Halina Frąckowiak – Ucieczka
- Jacek Skubikowski

Wytwórnia Rogot:
- Marcel Novak

Wytwórnia Pronit:
- Bajm – Diabelski krąg

Wytwórnia Tonpress:
- Kapitan Nemo
- TSA
- Klaus Mitffoch – Strzeż się tych miejsc

Wytwórnia Polton:
- Marek Biliński

Wytwórnia Savitor:
- Orkiestra Ósmego Dnia
- Lady Pank – Zabij to
- Lombard – Stan gotowości

Wytwórnia PolJazz:
- Oddział Zamknięty – Debiut i To tylko pech[1]

## Mikrofon i Ekran
Koncert odbył się 24 czerwca 1984 roku.
1. Marcus – Skąd wziąć szmalec
2. Nijak – Kopciuszek
3. Małgorzata Panecka – Krople i pudełka
4. Halina Frąckowiak – Tin Pan Alley
5. Universe – Blues na wpół do piątej rano
6. Iwona Trzaskowska – Weszłam w szkodę
7. Spirituals and Gospel Singers – Jakoś będzie
8. Barbara Skinder – Gorzki rok
9. Bajm – Piramidy na niby
10. Lombard – Stan gotowości
11. Alicja Majewska – Księżna R
12. Andrzej Rybiński – Pocieszanka
13. Magda Umer – Szpetni czterdziestoletni
14. Gang Marcela – Ojciec żył tak jak chciał
15. Elżbieta Kijowska – A ty mała dzielną bądź
16. Kombi
  - Jej wspomnienie
  - Słodkiego miłego życia
17. Wały Jagiellońskie
  - Córka rybaka
  - Monika dziewczyna ratownika
18. Edyta Geppert – Jaka róża, taki cierń
19. Jan Pietrzak – Nadzieja[1]

## Laureaci
Nagroda im. Anny Jantar: Małgorzata Panecka – Krople i pudełka
Nagrody w konkursie Premiery
- Nagroda im. Karola Musioła: Edyta Geppert – Jaka róża, taki cierń
- II Nagroda: Spirituals and Gospel Singers – Jakoś to będzie
- III Nagroda: Barbara Skinder – Gorzki rok

Nagroda specjalna: Jacek Cygan za tekst piosenki pt. Jaka róża, taki cierń.
Konkurs piosenki kabaretowej: I Nagrody nie przyznano
- II Nagroda ex aequo:
  - Kapota – Czy to romans czy mazurek i Ballada dziadowska
  - Kaczki z Nowej Paczki – Ufo

- Nagroda specjalna: Bohdan Smoleń – A tam, cicho być
- Nagroda publiczności: Kombi
- Nagroda dziennikarzy: Bohdan Smoleń[1][2]